# 企业资源计划
企业资源计划（縮寫：ERP），或譯企業資源規劃，是由美国高德纳咨询公司於1990年提出的一個企業管理概念。企业资源计划最初被定义为應用軟體，但迅速为全世界商业企业所接受。现在已经发展成为一個重要的现代企业管理理论，也是一個实施企业流程再造的重要工具。而當初應用軟體的定義，現在則被稱為「企業資源計劃系統」。企業資源計劃系統是一個建立在資訊技術基礎上的系統化管理思想，為企業決策層及員工提供決策運行手段的管理平台。

## 起源

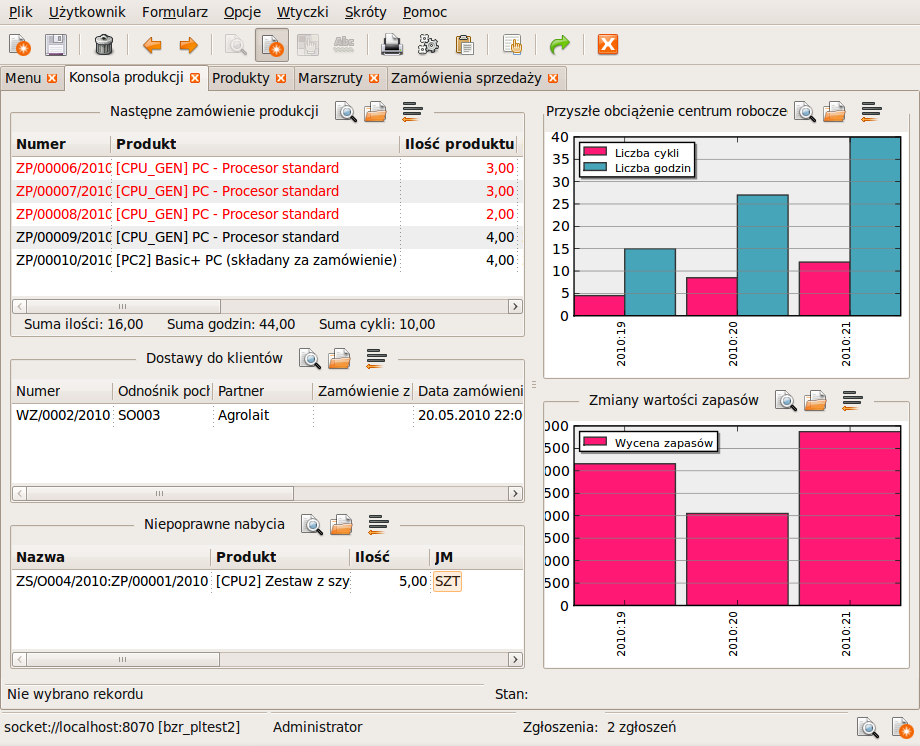
一套ERP軟體

其概念由產業科技研究企業－高德纳咨询公司 於1990年代初期依據信息技术發展及供應鏈管理所提出，推論製造業管理資訊系統的發展趨勢。1970年代的物料需求計劃（MRP）以及1980年代的製造資源規劃（MRP II）是其前身。
美國生產及存貨管理協會對ERP一詞的解釋提到：一個ERP系統和典型MRP II系統的差異在技術上的需求，例如圖形使用者介面、關聯式資料庫、與客戶及供應商的整合、可視需要製作各式報告等。
簡單地說，ERP是「一個大型模組化、整合性的流程導向系統，整合企業內部財務會計、製造、進銷存等資訊流，快速提供決策資訊，提升企業的營運績效與快速反應能力。」它是数字转型化企業的後台心臟與骨幹。任何前台的應用系統包括EC、客户关系管理（CRM）、供应链管理（SCM）等都以它為基礎。

## 扩充
ERP系统在1990年代经历了快速增长。由于2000年问题和欧元的引进，原有系统受到扰乱，因而许多企业在这段时间用ERP替换了原有系统。
“ERP II”一词是于2000年由高德纳出版在题为“ERP已死，ERP II万岁”的一篇文章中所创造的词。它描述的是一个基于Web的软件，允许员工和合作伙伴（如供应商和客户）实时访问ERP系统。ERP II在传统ERP的基础上拓展了资源优化和事务处理（Transaction processing）。ERP II利用其管理下的资源信息，帮助企业与其他企业合作，而不仅仅是管理购买，销售等传统任务。ERP II比第一代的ERP更加灵活。相比于传统ERP系统的功能局限于组织内，ERP II超越了企业的边界，得以与其他系统进行交互。这样的系统也被称为“企业应用套件”（Enterprise application suite）。
现在，开发人员作出更多的努力把移动设备与ERP系统集成。ERP厂商扩展ERP到这些设备，与其他业务应用程序一起。现代ERP技术相关者集成关注的硬件，应用程序，网络，和供应链。ERP现已覆盖更多的功能和作用，包括决策，利益相关者的关系，标准化，透明化，和全球化等。

## ERP的管理思想
其核心思想是实现对整个供应链的有效管理，主要体现在以下三个方面：
1. 体现对整个供应链资源进行管理的思想。
2. 体现精益生产、同步工程和敏捷制造的思想。
3. 体现事先计划与事中控制的思想。

## 功能模組

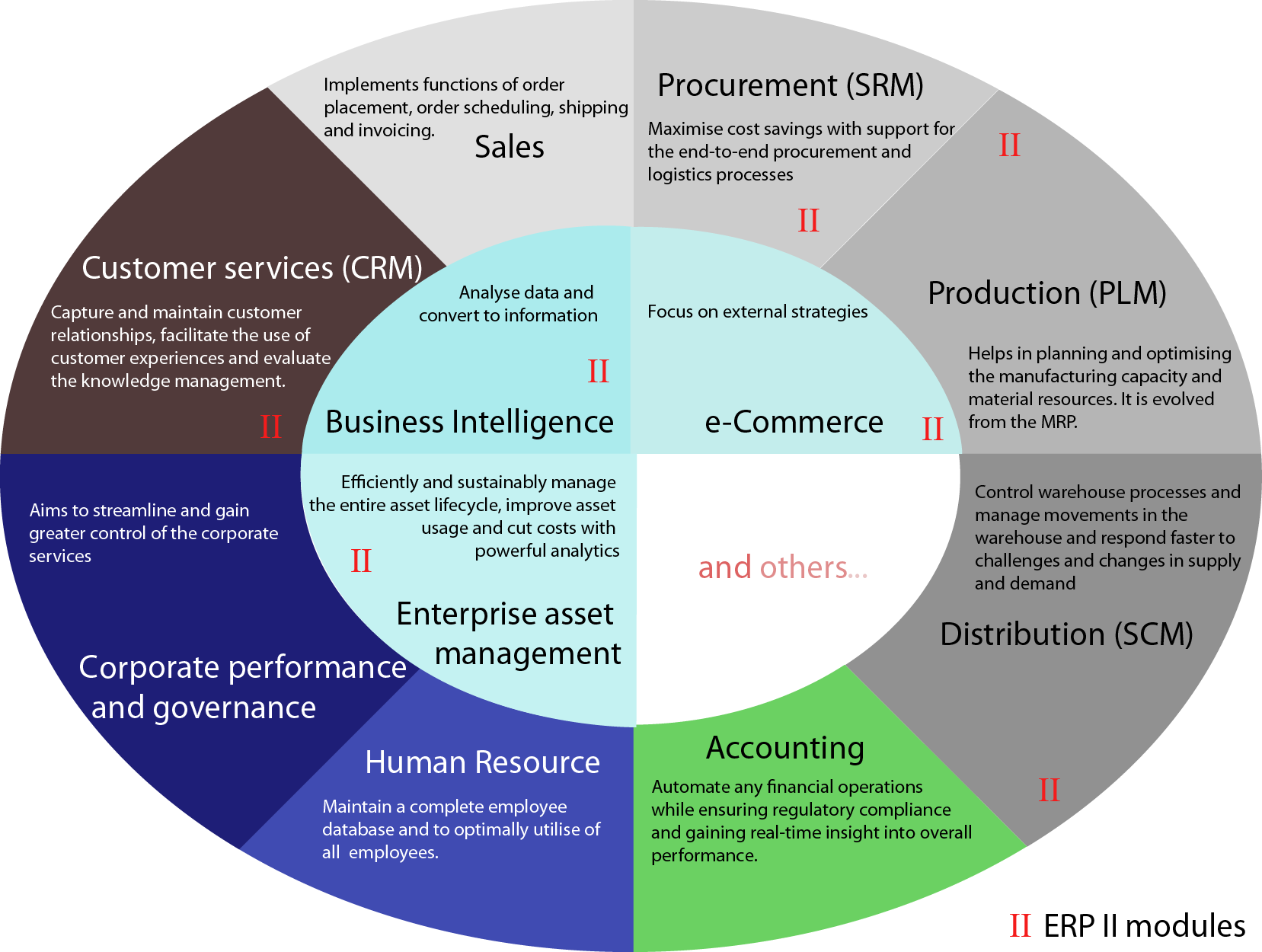
一些典型ERP模块的图示

ERP系统涵盖了以下常见功能领域。在许多ERP系统中，这些功能领域被命名并组合在一起作为ERP模块：
- 生产管理：工程、材料清单（bill of materials）、调度、产能、工作流管理、质量控制、成本管理、生产过程、生产工程、生产流程、生产配置、产品生命周期管理
- 進銷存貨管理：库存、订单输入、采购、供应商调度、货物检查、付款请求处理、佣金计算
- 财务管理及會計项目：总帳、现金管理、应付帳款管理、应收帳款管理、票據資金管理、固定资产管理
- 成本管理：账单、时间和支出、活动管理
- 人力资源管理：人力资源、薪金名册、培训管理、員工班別和出勤管理、津贴、勞健保、績效考核
- 供应链管理：和客户、供应商、员工之间的各种自服务接口，採購，存貨，处理索赔，仓储（收货，上架，拣货和包装）
- 项目管理：项目规划，资源规划，项目花费，工作分解结构，发票，时间和费用，业绩单元，活动管理
- 客户关系管理（CRM）：销售和市场营销，佣金，服务，客户联络，呼叫中心支持 - CRM系统并不总是被认为ERP系统的一部分，而是业务支撑系统（BSS）。
- 数据服务：为客户，供应商及/或雇员的各种“自我服务”的界面

## 组件
- 事务型数据库
- 管理门户/仪表板

## 系統整合性
一般ERP软件強調如下之系統整合性：
- 所有的应用应该接入同一个数据库，以避免数据的冗余和数据定义的重复。
- 所有的模块应该具有一致的体验。
- 用户应该可以接入（通过获得一定的权限而能够查看）任何系统中的消息而不需要額外的處理作業

新型ERP管理系统的扩充点与主要特点如下：
- 企业资源计划更加因市场、销售经营的即时性，能够对市场快速响应；它将供应商、制造商与分销商间的新的伙伴关系，将流水应链管理功能包含了进来，强调即时供应即时生产；并且新的电子办公即时通讯，电子审批，企业后勤管理加入了ERP管理。
- 先进图形用户界面、多交互式界面、自定义的桌面管理界面、第四代语言及辅助工具、分布式结构服务器、基于WEB技术的电子数据交换、多数据库集成、等等。
- 产品数据管理PDM功能，增加了对设计数据与过程的管理，并进一步加强了生产管理系统与CAD、CAM系统的集成。流程制造等)的管理模式。
- 新形式下ERP系统在供应链管理、销售与市场、分销、客户服务、财务管理、制造管理、库存管理、质量管理、项目管理、电子办公管理，电子文档管与标准和过程控制等补充功能。
- 新型办公设备的加入加速了ERP的即时性，PDA、手机、高清摄像头等使条码入录管理、二维码快速导入、电子办公文件的快速跨地管理与审批。

ERP在信息与数据的时代是现代企业向国际发展的更高层管理模式，它将完成企业各方面的集成管理，给企业带来更多即时、更广泛、更长远的经济效益与社会效益。

## ERP产业发展怪象
传统ERP系统主要聚焦于企业内部的流程管理与成本管控，功能设计偏向于标准化与内部资源整合，缺乏对外部市场需求与新商业模式的适应性。这种内向型设计导致ERP系统难以直接为企业创造新的收入来源或商机。企业在导入或升级ERP系统时，需投入大量资金于软件授权、硬件基础设施、定制化开发、维护与培训等方面。然而，由于系统无法有效支持新业务模式或市场拓展，企业往往难以从中获得相应的投资回报率（ROI），形成所谓的“成本黑洞”。
“成本黑洞”成因分析：
1. 功能局限：传统ERP系统以标准化流程为核心，难以灵活应对新兴商业模式（如电子商务、共享经济或订阅制服务）。企业若要实现新功能，需进行昂贵的定制化开发，进一步推高成本。
2. 技术落后：许多传统ERP系统构建于过时的技术架构（如本地部署的封闭系统），无法与云计算、大数据分析或人工智能等新兴技术无缝整合，限制了其在数字时代的应用价值。
3. 投资意愿低落：由于ERP系统的高昂导入与维护成本，企业在预算有限的情况下，往往选择延长现有系统的使用寿命，而非投资于新技术或升级，这进一步加剧了系统老化与功能落后的问题。

影响：
- 财务压力：企业在ERP系统上的高额支出未能转化为业务增长，导致财务资源的浪费。
- 竞争力下降：无法利用ERP系统开拓新市场或提升客户体验，企业在市场竞争中逐渐落后于采用更灵活技术的竞争对手。
- 员工士气影响：员工因系统限制而需花费大量时间于低价值的作业（如手动数据处理），影响工作效率与满意度。

## 資料來源
1. 1 2  饶元. . 《计算机集成制造系统》 (中文科技期刊数据库). 2006年10月, (10): 1570–1576  [2015-10-25]. （原始内容存档于2020-08-20）. 分析了企业资源计划系统演化趋势，提出了面向服务的体系结构的元模型，以及基于面向服务的体系结构的企业资源计划系统集成策略，并在传统企业资源计划系统体系结构的基础上，结合用友公司的企业资源计划软件产品，提出了一种面向服务的企业资源计划系统集成框架模型。该模型可将企业内、外的多种应用资源进行按需的动态集成与聚合，为解决企业的企业资源计划软件大规模实施与集成提供了一个新方案。
2. ↑  （英文） Enterprise Resource Planning - Leon （页面存档备份，存于）
3. ↑  Dr.eye譯典通、Powered by Oxford Dictionaries. . Yahoo！奇摩字典.    [2015-10-25] （中文（臺灣））. abbr. 縮寫，enterprise resource planning 企業資源規劃
4. ↑  . BizCanvas.   [2015-10-25]. （原始内容存档于2016-03-04） （英语）. In 1990 Gartner Group first employed the acronym ERP as an extension of material requirements planning (MRP), later manufacturing resource planning and computer-integrated manufacturing.
5. ↑  . Aptean.   [2015-10-26]. （原始内容存档于2018-07-02） （英语）. You really can’t define ERP systems without some mention of the technology infrastructure. ERP must be built on a single, comprehensive database management system. Data analysis and reporting tools are also an essential part of the system, allowing full exploitation of the broad range of information that the system will manage. Another essential technology characteristic is Internet connectivity and e-business links for e-commerce and customer service, supplier relationship management, and collaboration. Modern systems employ thin-client, highly graphical, tailorable role-based user interface with simple connections to and from Microsoft Office applications (Excel, Word) and e-mail.
6. ↑  . 長榮大學企業管理學系 ERP研究中心.   [2015-10-26]. （原始内容存档于2016-03-05） （中文（臺灣））.
7. ↑   Second. Boston: Thomson Course Technology. 2006. ISBN 0-619-21663-8.
8. ↑  , projectauditors.com,   [April 23, 2014]
9. ↑   (PDF). Uncg.edu.   [November 8, 2012]. （原始内容 (PDF)存档于2012-09-12）.
10. ↑  Shaul, L.; Tauber, D. . ACM Computing Surveys. 2013, 45 (4).

## 參閱
- SAP R/3
- 會計軟體
- 企業流程管理
- 成本會計
- 控制論
- 管理資訊系統
- 作業研究
- 軟體即服務

## 外部來源
- （英文） CIO Magazine's ABCs of ERP
- （英文） What is ERP - Enterprise Resource Planning? （页面存档备份，存于）